# Eurytoma aloisifilippoi
Eurytoma aloisifilippoi är en stekelart som först beskrevs av Russo 1938.  Eurytoma aloisifilippoi ingår i släktet Eurytoma, och familjen kragglanssteklar. Inga underarter finns listade.